# Haroldo Barbosa

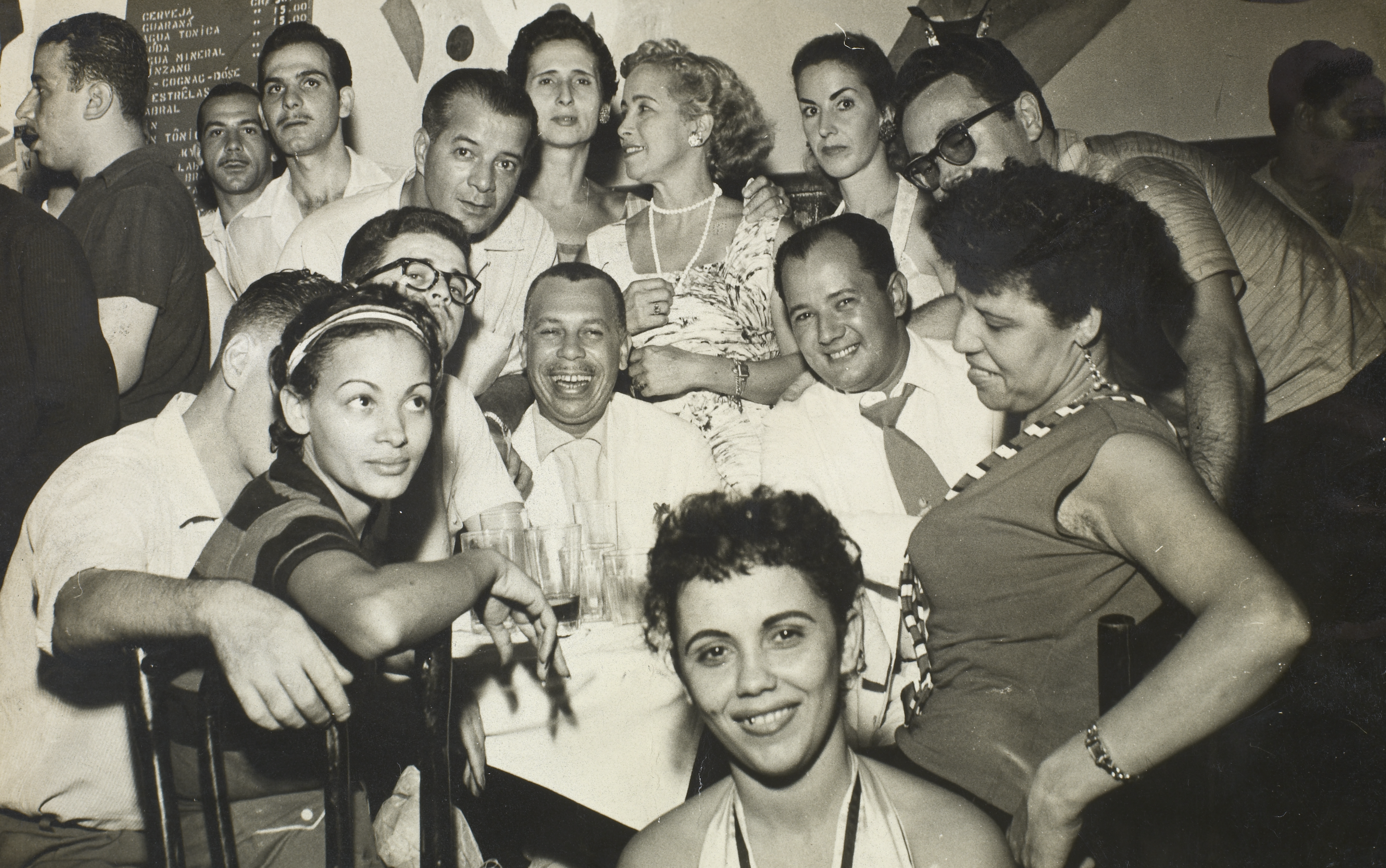
Haroldo Barbosa, em 1957

Haroldo Barbosa (Rio de Janeiro, 21 de março de 1915 — Rio de Janeiro, 6 de setembro de 1979) foi um humorista, jornalista e compositor brasileiro.

## Biografia
Foi amigo de infância de Noel Rosa, Almirante, Braguinha e Araci de Almeida. Durante seus mais de quarenta anos de carreira artística ele realizou mais de trezentas versões para o português de músicas estrangeiras. Foi parceiro de vários compositores e escreveu peças e roteiros de programas humorísticos. Ainda no rádio foi o criador da Escolinha do Professor Raimundo.
Na década de 1940, enquanto trabalhava na Rádio Nacional e apresentava o programa Um Milhão de Melodias, escrevia também para o jornal A Noite. Seus primeiros textos humorísticos também apareceram nessa época em programas de rádio como Cavalgada da Alegria, Rádio Tambarra e Hora dos Amigos do Jazz.
Foi um compositor de grandes sucessos como Mesa de Bar, Isso não se Aprende na Escola e De Conversa em Conversa. Além da Rádio Nacional, passou também pela Rádio Tupi, onde escreveu várias rádionovelas, e pela Rádio Mayrink Veiga onde criou a Escolinha do Professor Raymundo, com Chico Anysio.
Em televisão, Haroldo Barbosa estreou em 1957 na TV Rio, passando depois pela TV Excelsior e finalmente pela Rede Globo. Participou das equipes de criação dos programas Chico Anísio Show, Noites Cariocas, O Riso É o Limite, A Cidade se Diverte, Times Square, Faça Humor, Não Faça Guerra, Satiricom e O Planeta dos Homens. Em quase todos os programas formou uma parceria muito premiada com Max Nunes.
Por muitos anos escreveu  uma coluna de turfe em O Globo.
Era pai da escritora e roteirista Maria Carmem Barbosa. Morreu aos 64 anos, de parada cardíaca, em decorrência de um câncer no esôfago
Barnabé – letra da marchinha composta por Haroldo Barbosa e Antonio Almeida (gravada por Emilinha Borba, carnaval de 1948):
Barnabé o funcionário

Quadro extra numerário

Ganha só o necessário

Pro cigarro e pro café

Quando acaba seu dinheiro

Sempre apela pro bicheiro

Pega o grupo do carneiro

Já desfaz do jacaré

O dinheiro adiantado

Todo mês é descontado

Vive sempre pendurado

Não sai desse terere

Todo mundo fala fala

Do salário do operário

Ninguém lembra o solitário

Funcionário Barnabé

Ai Ai Barnabé

Ai Ai funcionário letra E

Ai Ai Barnabé

Todo mundo anda de bonde

Só você é que anda a pé...